# 湯沢学園
湯沢学園（ゆざわがくえん）は、新潟県南魚沼郡湯沢町の保小中一貫校。

## 概要
湯沢認定こども園、湯沢町立湯沢小学校、湯沢町立湯沢中学校により構成され、保小中一貫教育が実施されている。
2017年3月に、湯沢町立湯沢学園・湯沢中学校となってからは初めての入学生が卒業した。
デザインと設計は久米設計によるもので、コンセプトは「湯沢町の子供たちみんなの家」。
敷地内に地域交流棟（湯沢町地域交流センター）、湯沢町教育委員会事務局、湯沢町役場子育て教育部、湯沢町学校給食センター、湯沢町総合子育て支援センター・ジャンプラネット、湯沢町ファミリーサポートセンター、湯沢児童クラブ（学童保育）が設置されている。
またコミュニティスクールとして学校運営協議会制度と地域学校協働本部が導入されている。

### 教育目標
- 人を想い、我を磨く[4]
- 求めて学ぶ・想って動く・挑み超える（重点目標）
- 知・徳・体の調和的な育成と向上（湯沢学園コスモスプランの目標）
- 町を誇りに思い、次代を担う、たくましく生きる子どもの育成[5]（地域学校協働本部の目標）

### 校歌
- 『湯沢学園歌』作詞：工藤和久・作曲：西脇直美
- 『湯沢小学校歌』作詞・作曲：笛田博昭　5つの小学校を統合し湯沢学園を開校するにあたり新たに制作
- 『湯沢中学校歌』作詞：米津千之・作曲：林松木　1953年（昭和28年）12月1日制定

## 統合までの経緯
2004年（平成16年）10月に発生した中越大震災などを受け、公立学校の耐震化を進める目的で文部科学省が2006年（平成18年）に定めた「公立の義務教育諸学校等施設の整備に関する施設整備基本方針」に基づいて町内の文教施設の耐震診断が行われた。その結果、当時の湯沢中学校の校舎が危険建物に認定され、4つの小学校舎も耐震改修が必要と診断された。それを受けて2007年（平成19年）12月に湯沢中学校建設検討委員会が設置され、「湯沢中学校建設基本計画書」が策定された。更に計画書を元に内部で検討が行われ、2008年（平成20年）に廃校になった新潟県立湯沢高等学校跡地と湯沢中学校の用地に町内の小学校5校及び中学校1校を統合した小中一体型校舎と、保育園5園を統合した認定こども園を整備する「湯沢町の教育構想（施設一体型教育システム）」が策定され、2009年（平成21年）から「湯沢町文教施設整備計画」の形で地域に説明会が行われた。2010年（平成22年）5月には一般公募町民や保育園、小・中学校の保護者及び職員、学識経験者、行政職員を交えた湯沢町文教施設整備委員会が立ち上げられ、2011年（平成23年）2月に「湯沢町統合文教施設検討結果報告書」としてまとめられた（湯沢学園構想）。同年7月には「湯沢町統合文教施設基本計画」が決定した。
これらを元に基本設計や実施設計が行われ、2012年（平成24年）に着工、2014年（平成26年）に開校した。また湯沢中学校跡地に認定こども園が2016年（平成28年）に開園した。

## 沿革
- 1947年（昭和22年）5月20日 - 旧制小学校高等科から移行し湯沢村立湯沢中学校、神立村立神立中学校、土樽村立土樽中学校、三俣村立三俣中学校、三国村立三国中学校、同浅貝分校がそれぞれ開校[9]
- 1955年（昭和30年）3月31日 - 町村合併に伴い湯沢町立湯沢中学校、町立神立中学校、町立土樽中学校、町立三俣中学校、町立三国中学校、同浅貝分校に校名変更
- 1960年（昭和35年）4月1日 - 湯沢中学校、神立中学校、土樽中学校が名目統合(３校舎制)し、湯沢町立湯沢中学校が開校[9]
- 1961年（昭和36年）4月1日 - 湯沢町立三俣中学校を統合[9]
- 1962年（昭和37年）3月 - 町村合併の中心地だった神立原新田地内に湯沢中学校校舎竣工[10]
- 1966年（昭和41年）4月1日 - 湯沢町立三国中学校及び浅貝分校を統合[9]
- 2014年（平成26年）3月 - 浅貝保育園閉園[11]
- 2014年（平成26年）4月 - 湯沢町立三国小学校、三俣小学校、土樽小学校、神立小学校が統合され、湯沢町立湯沢小学校が開校する。同時に湯沢町立湯沢中学校とともに湯沢学園として小中一貫教育を実施[11]。旧小学校の校歌を町の無形文化財に指定[12]
- 2016年（平成28年）3月 - 土樽保育園、神立保育園、中央保育園、湯沢保育園閉園[11]
- 2016年（平成28年）4月 - 湯沢認定こども園開園。保小中一貫教育を実施[11]

### 前身校

#### (旧)湯沢町立湯沢小学校
ゆざわ・しょうがっこう / 新潟県南魚沼郡湯沢町大字湯沢290番地
- 1875年（明治8年）1月10日 - 学制の発布を受けて第6大学区第6中学区第12番小学湯沢校の本校として本城寺に間借りして設立。教員の一人は嘉永の頃から当地で私塾を開設していた家系の高橋玄亭[13]
- 1882年（明治15年）11月9日 - 8年がかりで寄付金630円を募り専用の校舎を建設
- 1892年（明治25年） - 小学校令を受けて村公立湯沢尋常小学校に校名変更
- 1905年（明治38年） - 小学校令の再改定を受けて高等科（村公立湯沢尋常高等小学校）併置
- 1941年（昭和16年） - 国民学校令により湯沢村湯沢国民学校に校名変更
- 1944年（昭和19年）8月 - 集団疎開の受け入れ始まる（世田谷区尾山台国民学校）
- 1947年（昭和22年） - 教育基本法施行により６・３制に移行し湯沢村立湯沢小学校に校名変更。高等科は村立湯沢中学校となる。
- 1948年（昭和23年）6月1日 - 湯沢中学校に県立六日町高等学校定時制湯沢分校が併設される。
- 1955年（昭和30年） - 町村合併により湯沢町立湯沢小学校、町立湯沢中学校に校名変更
- 1960年（昭和35年） - 湯沢中学校が他2校と統合（前述）
- 1974年（昭和49年） - 湯沢分校が全日制に移行
- 1977年（昭和52年） - 湯沢分校が入学者数の増加によって狭隘となったため神立地内に新築移転
- 1978年（昭和53年） - 旧湯沢分校の空き教室を活用して郷土文化資料館（民俗資料館）が開館
- 1979年（昭和54年） - 小学校校舎新築
- 1982年（昭和58年）11月1日 - 民俗資料館が旧西中郵便局の跡地に新築移転（湯沢町歴史民俗資料館）
- 2014年（平成26年） - 現校舎に引っ越し

#### 湯沢町立神立小学校
かんだつ・しょうがっこう / 新潟県南魚沼郡湯沢町大字神立2548番地
- 1875年（明治8年）7月12日 - 湯沢校付属神立校として宝珠庵の一部を借りて開校。宝珠庵は学制の発布以前より寺子屋が開設されていた寺社の一つ
- 1882年（明治15年）11月8日 - この年の5月に訓導に任じられた立柄教俊の強い要望に地元が応え村の中央に専用校舎を建設
- 1909年（明治42年） - 神立村平沢地内に移転
- 1931年（昭和6年）11月 - 現在地に移転して校舎新築
- 1932年（昭和7年） - 高等科併置
- 1947年（昭和22年） - 神立村立神立小学校、村立神立中学校となる
- 1955年（昭和30年） - 町村合併により湯沢町立神立小学校、町立神立中学校に校名変更
- 1960年（昭和35年） - 神立中学校が他2校と統合（前述）
- 1973年（昭和48年） - グラウンド拡張工事完了（上越新幹線のトンネル工事残土を利用したもの）
- 1978年（昭和53年） - 校舎新築
- 1984年（昭和59年） - 創立110周年事業として秋葉山の麓に自然公園「神立の里」が作られる
- 2014年（平成26年）3月 - 統合により閉校

#### 湯沢町立土樽小学校
つちたる・しょうがっこう / 新潟県南魚沼郡湯沢町大字土樽5674番地
- 1875年（明治8年） - 古野観音堂を利用し湯沢校付属西土樽校が、小坂観音堂を利用し湯沢校付属東土樽校が開校。校舎ができるまで村内の児童宅や堂宇を輪番したとも伝わる
- 1884年（明治17年） - 専用校舎を建設
- 1889年（明治22年） - 改正小学校令を受けて付属を廃し土樽尋常小学校となる
- 1908年（明治41年）10月 - 現在地に移転して校舎新築
- 1917年（大正6年） - 高等科併置
- 1947年（昭和22年） - 村立土樽小学校、村立土樽中学校となる
- 1955年（昭和30年） - 町村合併により湯沢町立土樽小学校、町立土樽中学校に校名変更
- 1960年（昭和35年） - 土樽中学校が他2校と統合（前述）
- 1979年（昭和54年）3月 - 校舎新築
- 2014年（平成26年）3月 - 統合により閉校

##### 土樽南分教場
- 1925年（大正14年）4月 - 上越線清水トンネル長岡口工事の従業員や労務者、作業員ら関係者の家族のため新設（正式な認可は翌大正15年）。松川トンネル口では西分教場を増改築して収容。『土樽小学校沿革史』によれば校舎の建築・増築などは鉄道省の負担であり、村の経費負担は要さなかったとされる。
- 1931年（昭和6年）3月 - 清水トンネル完成に伴い廃止

##### 旭原分校
あさひばら・ぶんこう
- 1950年（昭和25年）4月 - 旭原開拓地の入植者のため土樽村立土樽小学校旭原分教所として開校[14]
- 1955年（昭和30年）4月 - 町村合併により湯沢町立土樽小学校旭原分校に校名変更
- 1975年（昭和50年）3月 - 閉校

#### 湯沢町立三国小学校
みくに・しょうがっこう / 新潟県南魚沼郡湯沢町大字三国483番地
- 1874年（明治7年） - 湯沢校付属二居校として当時あった寺子屋を用いて開校
- 1880年（明治13年） - 平屋建ての校舎建設
- 1886年（明治19年） - 三俣小学校の清津分教場となる
- 1900年（明治33年） - 約10年間教員不在のため教育の空白地帯であったが新潟師範学校を卒業して地元に帰り校長となった富沢直治郎とその兄・清太郎の働きかけによって専用校舎が建つ（直治郎は後の三国村長）
- 1902年（明治35年） - 二居村と浅貝村が合併して三国村が誕生
- 1947年（昭和22年） - 三国村立三国小学校、村立三国中学校となる
- 1955年（昭和30年） - 町村合併により湯沢町立三国小学校、町立三国中学校に校名変更
- 1942年（昭和17年） - 高等科併置
- 1966年（昭和41年） - 三国中学校が湯沢中学校に統合（前述）
- 1989年（平成元年）6月 - 校舎新築
- 2014年（平成26年）3月 - 統合により閉校

##### 浅貝分校
あさかい・ぶんこう / 新潟県南魚沼郡湯沢町大字三国152番地1
- 1875年（明治8年） - 湯沢校付属浅貝校として本陣で区長の綿貫作穂宅に開校
- 1886年（明治19年） - 三俣小学校の浅貝分教場となる
- 1902年（明治35年） - 二居村と浅貝村が合併
- 1947年（昭和22年） - 村立三国小学校浅貝分校、村立三国中学校浅貝分校となる
- 1955年（昭和30年） - 町村合併により湯沢町立三国小学校浅貝分校、町立三国中学校浅貝分校に校名変更
- 1966年（昭和41年） - 三国中学校浅貝分校が湯沢中学校に統合（前述）
- 1976年（昭和51年） - 校舎新築

#### 湯沢町立三俣小学校
みつまた・しょうがっこう / 新潟県南魚沼郡湯沢町大字三俣986番地
- 1875年（明治8年） - 湯沢校付属三俣校として民家宅を改造して開校
- 1884年（明治17年） - 専用校舎建設
- 1886年（明治19年） - 小学校令により簡易三俣小学校に校名変更
- 1918年（大正7年）1月9日 - 三俣大雪崩被災。児童9名が雪崩により亡くなる。以降5年あまりの間は伊米神社の社殿や旧本陣宅などを借りて授業が行われる。
- 1923年（大正12年） - 現在地に校舎再建。救援金の一部で1台のオルガンが贈られる。
- 1942年（昭和17年） - 高等科併置
- 1955年（昭和30年） - 町村合併により湯沢町立三俣小学校、町立三俣中学校に校名変更
- 1963年（昭和38年） - 三俣中学校が湯沢中学校に統合（前述）
- 1981年（昭和56年） - 校舎新築
- 2014年（平成26年）3月 - 統合により閉校

#### 中央保育園
ちゅうおう・ほいくえん / 新潟県南魚沼郡湯沢町大字湯沢1831番地
- 1974年（昭和49年）4月 - 開園[15]
- 2016年（平成28年）3月 - 閉園

#### 湯沢保育園
ゆざわ・ほいくえん / 新潟県南魚沼郡湯沢町大字湯沢1590番地
- 1981年（昭和56年）4月 - 開園
- 2016年（平成28年）3月 - 閉園

#### 神立保育園
かんだつ・ほいくえん / 新潟県南魚沼郡湯沢町大字神立2542番地1
- 1980年（昭和55年）4月 - 開園
- 2016年（平成28年）3月 - 閉園

#### 土樽保育園
つちたる・ほいくえん / 新潟県南魚沼郡湯沢町大字土樽433番地
- 1978年（昭和53年）4月 - 開園
- 2016年（平成28年）3月 - 閉園

#### 浅貝保育園
あさかい・ほいくえん / 新潟県南魚沼郡湯沢町大字三国137番地
- 1982年（昭和57年）4月 - 開園
- 2014年（平成26年）3月 - 閉園

## その他
- 彗星発見の地記念碑

1981年（昭和56年)4月から1985年（昭和60年）3月まで湯沢中学校の理科教諭として勤務していた荒貴源一が大字神立の教員住宅で1983年5月3日23時40分に彗星を発見。IRAS・荒貴・オルコック彗星と名付けられた。2016年（平成28年）8月27日、湯沢学園の敷地内に「発見の地」記念碑が建立された。
- 石彫「風穴」

湯沢中学校に美術教諭として勤務した彫刻家の野上公平による作品。野上は上記の「発見の地」記念碑の設計も行っている。
- 「以和為貴」の碑

神立小学校創立百周年記念として1974年（昭和49年）に建てられた記念碑を移築したもの。揮毫は田中角栄による。
- 「南雲喜之七」胸像

土樽村村長で上越線敷設に尽力した南雲喜之七をたたえて土樽小学校に建てられていたものを移築。
- 映画『雪国』（1957年）

劇中の旧正月の行事として登場する「どんど焼き」や「鳥追い」の場面で湯沢小学校4、5、6年生の全員が撮影に参加した。

## アクセス
- 車:関越自動車道湯沢インターチェンジより、約5分。
- バス:上越新幹線越後湯沢駅東口より、南越後観光バス湯沢～湯沢学園～小坂～谷後～旭原線で約10分。
- 鉄道:上越線岩原スキー場前駅より、約1km

## 関係者
- 猪谷千春 - 疎開時代に土樽小学校に通った
- 伊藤拓真 - 三国小学校出身。
- 上村清隆
- 川村あんり - 湯沢中学校卒業生。
- 田村正幸
- 南雲(白井)美津代 - 湯沢小学校出身。1972年札幌オリンピック出場
- 笛田博昭 - 湯沢中学校卒業生。(現)湯沢小学校校歌を作詞
- 皆川賢太郎 - 湯沢中学校卒業生。
- 森下勝 - 三俣小学校出身。1970年のイタリア・チェルビニア世界スピードスキー選手権大会優勝。